# Marian Tałaj
Marian Tałaj nebo Marian Talaj, (* 22. prosince 1950 v Koszalinu, Polsko) je bývalý polský zápasník – judista, bronzový olympijský medailista v judu z roku 1976.

## Sportovní kariéra
Judu se věnoval od 15 let v rodném Koszalinu pod vedením Kazimierze Kołodziejskiho. V seniorské reprezentaci vedené Waldemarem Sikorskim se pohyboval od počátku sedmdesátých let. Startoval v polostřední váze, ve které byl reprezentační dvojkou za Antoni Zajkowskim. V roce 1972 využil možnosti startovat na olympijských hrách v Mnichově v nižší lehké váhové kategorii, ale výsledkově se neprosadil. V dalších letech si pomalu upevňoval pozici v polostřední váze před často zraněným Zajkowskim. V roce 1976 si zajistil účast na olympijských hrách v Montrealu a po výborném výkonu, kdy nestačil pouze na suveréna polostřední váhy Vladimira Něvzorova, získal bronzovou olympijskou medaili. S reprezentací se rozlouřil po nevydařené kvalifikaci na olympijské hry v Moskvě. Po skončení sportovní kariéry v roce 1984 se věnuje trenérské práci.

## Výsledky
| Turnaj             | 1972       | 1973       | 1974       | 1975       | 1976       | 1977       | 1978       | 1979       |
| Turnaj             | 22         | 23         | 24         | 25         | 26         | 27         | 28         | 29         |
| Turnaj             | lehká váha | lehká váha | lehká váha | lehká váha | lehká váha | lehká váha | lehká váha | lehká váha |
| ------------------ | ---------- | ---------- | ---------- | ---------- | ---------- | ---------- | ---------- | ---------- |
| Olympijské hry     | úč.        |            |            |            | 3.         |            |            |            |
| Mistrovství světa  |            | —          |            | 5.         |            |            |            | úč.        |
| Mistrovství Evropy | 3.         | ?          | ?          | ?          | 3.         | 2.         | úč.        | ?          |